# Vitis bloodworthiana
Vitis bloodwothiana là một loài thực vật hai lá mầm trong họ Nho. Loài này được Comeaux miêu tả khoa học đầu tiên năm 1991.